# إيوانا دوكو
إيوانا دوكو (بالرومانية: Ioana Ducu)‏ مواليد 18 أبريل 1996 في بوخارست، هي لاعبة كرة مضرب رومانية. هي إحدى بطلات الجراند سلام. أعلى تصنيف لها في الفردي كان 830. أعلى تصنيف لها في الزوجي كان 736.

## النهائيات

### الفردي (0–1)
| الحصيلة | الرقم | التاريخ        | الدورة         | الأرضية | المنافس        | النتيجة  |
| ------- | ----- | -------------- | -------------- | ------- | -------------- | -------- |
| الوصافة | 1.    | 18 فبراير 2013 | أنطاليا، تركيا | ترابية  | جوفانا ياكشيتش | 2–6, 5–7 |

## روابط خارجية
- إيوانا دوكو على موقع رابطة محترفات التنس (الإنجليزية)
- إيوانا دوكو على موقع الاتحاد الدولي لكرة المضرب (الإنجليزية)
- إيوانا دوكو على موقع إي إس بي إن.كوم (الإنجليزية)
- إيوانا دوكو على موقع أوليمبيديا (الإنجليزية)